# 装甲騎兵ボトムズ Case;IRVINE
『装甲騎兵ボトムズ Case;IRVINE』（そうこうきへいボトムズ ケース;アービン）は、テレビアニメ『装甲騎兵ボトムズ』シリーズのスピンオフ作品である日本のアニメーション作品。

## 概要
ボトムズ新生として3作製作された作品のひとつ。2010年11月6日に「ボトムズフェスティバル」第1弾として全国3劇場で先行イベント上映されている。五十嵐紫樟（旧名：五十嵐達也）のアニメ初監督作品であり、『コードギアス 反逆のルルーシュ』や『舞-HiME』のスタッフがメインとなっている。 
世界設定は『装甲騎兵ボトムズ』と共通のアストラギウス銀河を舞台にしているが、キリコ・キュービィーなどのシリーズ作品のキャラクターは登場しない。またアーマードトルーパー（以下、AT）は、『ペールゼン・ファイルズ』や『幻影篇』では、コンピュータグラフィックスで描写されたのに対し、本作品では手描きで描かれている。Blu-ray版のみの映像特典としてピクチャードラマ「顛末」を収録。

## 物語
整備工場をしながら、裏では「ザ・ダーク」の名で負け役専門のバトリングファイターをしていたアービン・レスター。彼とのバトリングで手加減をされた事に憤るペイガンはアービンに固執する。一方、アービンの資質を見抜いたイシュルーナは強引な手口でアービンを手に入れようとするが、ペイガンとのバトリングの再戦は最悪の暴走を招いてしまう。

### 舞台背景
アービン達が住む「鉄の街」はテレビシリーズに登場するウド市に酷似しており、時系列的にもテレビシリーズと同じ第3次銀河大戦＝百年戦争終了後（休戦中）である。巨大な宇宙船が地表に突き刺さったまま放置され、重度の環境破壊により高濃度の赤い酸性雨が降り、普通の植物は屋外で生育できない状態と思われる。一部の富裕層は汚染されたこの惑星（名称不明であるがギルガメス星系らしい）を見限り、より環境の良い惑星に移住している。アービンとシラフがバトリングに携わったのも移住するための資金を稼ぐのが目的だった。

## 登場人物
アービン・レスター
声 - 平川大輔
AT整備工場「整備屋 アービン&ドナ」を営む青年。密かに「ザ・ダーク」の名前で裏賭博のバトリングに参加しているが、「バトリングはただの遊び」と言い八百長バトリングの負け役専門を請け負っている。
かつての戦争ではゲリラに襲撃され全滅した部隊で、敵味方関係なく皆殺しにしてただ1人生き残ったことからコードネーム「ビジョップワン」と呼ばれており、その体験から深いトラウマを背負っている。
事件後は誰もザ・ダークの正体を知らなかった事から摘発を免れるも、腑抜けたようになってしまっているらしい。（ピクチャードラマ「顛末」）
ペイガン
声 - 福山潤
その残虐な戦いぶりから「血塗れの死神」と呼ばれている新人バトリングファイター。バトリングであっても戦場は生きるか死ぬかの勝負だと考えており、対戦相手を必ず殺すことで忌み嫌われている。
事実上の敗北を喫しながらも手加減されたアービンに固執し、遂には彼と決着をつけるため異様に改造したATでアリーナを破壊し、街中で暴れてしまう。
ドナ・レスター
声 - 豊崎愛生
アービンの妹。アービンと共に整備工場を営むが、彼がバトリングをしていることを知らない。復員直後の異様なアービンの様子から、彼がバトリングに関わっている事を良く思わず、シラフのことを毛嫌いしている。アービンとペイガンの対決を目撃してしまったことで、兄の過去を知ってしまう。コーヒーを入れるのが上手く常連客からも喜ばれている。
事件後はイシュルーナを匿っているが、彼女を警察に売り渡してしまおうかと考える腹黒い（アストラギウス銀河の住人らしい）側面を見せる。（ピクチャードラマ「顛末」）
イシュルーナ
声 - 遠藤綾
裏世界でバトリングマッチメーカーをしている人物。ペイガン以上の腕を持つアービンに目をつけ、シラフから強引にアービンのエージェントを譲り受けるも、結果ペイガンの暴走を招いてしまう。金を握らせていた軍警からも見捨てられたことで、ペイガンを止めるためアービンに協力、アジトで機体の改造や整備を手伝い、その決戦を見届ける事になる。
マッチメーカーとして活動する際は髪を下ろして露出度の高いドレスを着るが、普段着ではツインテールなど場面によって髪型と服装が大きく変わる。
事件後、指名手配を受けアジトが全て警察に押さえられてしまったため、アービンの工場に居候しておりドナにこき使われている。（ピクチャードラマ「顛末」）
シラフ
声 - 白鳥哲
表の顔は整備工場にスクラップを搬入しているパーツ屋だが、アービンのバトリングをマネージメントもしているエージェント。アービンとはかつての戦友であり、街から早く抜け出したいと思っている。日本語で酒に酔っていない状態を意味する「しらふ」という名前であるが、その名とは対照的に戦争で負った心の傷を紛らわすためと酒におぼれがちである。イシュルーナにアービンの手引きをしてしまうが、自らトータス系ATに搭乗してペイガンを止めようとして返り討ちにあう。
デニス
声 - 広瀬正志
アービンの整備工場の常連客である年配のバトリングファイター。ビートル系のATを好んでいる。

## 登場AT
バトリング用以外のATも登場する。
ドッグ・ザ・ダーク（リングネーム）
アービンの愛機。ラピッドドッグ（アービンの母星の現地軍がスコープドッグタイプをローカライズした派生モデル）をベースにカスタマイズしている。二段アームパンチを使った独特な格闘戦が特徴。
第1戦；負け役専門であることもあり武装は2段アームパンチとヘビィマシンガンのみ。しかし機体の軽さとアービンの卓越した操縦技術でペイガンを翻弄した。
第2戦；左肩にかく乱用のスモークディスチャージャーを装備。出撃時は主武装のヘビィマシンガンと別に予備のマシンガン（設定ではトータス用らしい）を装備していた。
第3戦；ペイガンとの最終決戦用の機体。背部ミッションパックにソリッドシューターと銃剣付ライフル、腰にハンドガンを装備する等、重武装が施された。左腕には打撃力増幅・マニピュレーター保護用のアーマーナックルを装備する。頸部にジェットローラーダッシュ、足裏にオプショングライディングホイールを装備し機動性も極限まで高められている。別名：ハイパーブースト。
ブラッディドッグ（リングネーム）
ペイガンの愛機。アービン機と同様にラピッドドッグをベースにカスタマイズしているが、頭部の特殊カメラとセンサーのため大きく印象は異なる。
第1戦；左腕にクローとパイルバンカー（電磁式ではなく炸薬式）を内蔵したシールドを装備。
第2戦；バトリング用としては常軌を逸した重装備の機体。8連ミサイルポッドとロングキャノン、左右脇腹にガトリング砲、脚部にミサイルコンテナとオプショングライディングホイールを装備。パイルバンカーも2連式に強化。バトリング場を破壊し、治安警察をも撃退した。別名：アームドカスタム。
第3戦；アービンとの決戦に際し複数のATを組み合わせ、ATの範疇を逸脱した巨大な姿になった。大型ミサイルポッド2基と大型ガトリング砲2門。背中から大型アームユニットを生やしている（右がクローアームで左は大型パイルバンカー）。その巨体に関わらず下半身の大型機動ユニットで高い機動性を有する。別名：アルティメットカスタム。
スワンプドッグ
アービンがかつて搭乗したドッグタイプのギルガメス軍正式採用機。『ボトムズ』テレビシリーズのクメン編に登場したマーシィドッグと同じ湿地帯仕様の機体であるが、脚部にかんじき型の悪路走破用装備・スワンピークラッグを装備している点で外観が大きく異なる。
ローバータートル
トータスタイプの湿地帯仕様。スタンディングタートルと違って腰にエアバージ（浮き袋）を装備する。戦争中、アービンの部隊が交戦した反政府ゲリラの機体として登場。
グレートペンチ
ビートルタイプのバトリング仕様機で、デニスの愛機。左腕に大型の鋏型クローを装備する。
※この作品に登場するトータス系ATは「ストレートトータス」、ビートル系は「マッスルビートル」と呼ばれる派生機という設定になっており、寺岡賢司がデザインを担当。

## スタッフ
- 原作 - 矢立肇、高橋良輔
- 監督 - 五十嵐紫樟
- 脚本 - 佐藤卓哉
- キャラクターデザイン・キャラクター作画監督 - 久行宏和
- メカニカルデザイン - 大河原邦男、寺岡賢司
- メカニカル作画監督 - 前田清明
- 美術デザイン・美術監督 - 加藤靖忠
- 色彩設計 - 岩沢れい子
- 撮影監督 - 大石英勝
- 編集 - 森田清次
- 音響監督 - たなかかずや
- 音楽 - 池頼広
- プロデューサー - 生地俊祐、杉山潔
- 製作協力 - バンダイビジュアル
- 製作 - サンライズ

映像特典
- 絵コンテ・演出・原画 - 久行宏和

## 主題歌
エンディングテーマ「星を求めて」
作詞 - 畑亜貴 / 作曲 - 黒須克彦 / 編曲 - 虹音 / 歌 - 結城アイラ